# Tmutarakan
Tmutarakan (rusko: Тмутарака́нь) je nekdanje mesto na vzhodni obali Kerškega preliva, ki povezuje Črno in Azovsko morje. Mesto je stalo na Tamanskem polotoku v sedanjem Krasnodarskem kraju v Rusiji, približno nasproti Kerča.

## Grško in judovsko trgovsko središče
Tmutarakan je bil zgrajen na mestu antične grške kolonije Hermonase (antičnogrško: Ἑρμώνασσα), nekaj kilometrov zahodno od Teosa, glavnega mesta grške kolonije Fanagorije. Hermonasa je bila poleg Fanagorije in Pantikapeja eno od glavnih trgovskih središč v Bosporskem kraljestvu, v katerem je bila grška kultura pod močnim vplivom Sarmatov. Mesto je bilo zelo verjetno uničeno ob prihodu Hunov in kmalu zatem obnovljeno. 
Fanagorija je bila več desetletij prestolnica Velike Bolgarije. V 7. stoletju je regija prišla pod oblast Hazarov, ki so zgradili močno utrjeno mesto Tamatarha. Arabski viri mesto imenujejo Samkarsh al-Yahud (Judovski Samkarš), kar bi lahko pomenilo, da so v mestu prevladovali Judi. V drugih virih se mesto imenuje tudi Samkerš in Samkuš.
Samkarš se je zaradi močnega obzidja iz opeke in odličnega pristanišča razvil v veliko trgovsko mesto. Obvladoval je večino trgovine med severno Evropo in Bizantinskim cesarstvom ter severnim Kavkazom. Mestno prebivalstvo so sestavljali Grki, Armenci, Rusi, Judi, Oseti, Lezgini, Gruzinci in Adigi. 
Hazari so tudi po propadu Hazarskega kaganata sredi 10. stoletja ostali na tem področju. V Mandgelisovem dokumentu, pismu iz leta 4746 po judovskem koledarju (985-986 n. št.), ki je napisano v hebrejščini, je omenjen "naš gospod, hazarski knez David", ki je živel v Tamanu. Davida so obiskali odposlanci Kijevske Rusije in se z njim pogovarjali o verskih zadevah, morda o spreobrnitvi Vladimirja I. Kijevskega v krščanstvo, ki se je zgodila približno v tistem času. 

## Vzhodnoslovanska kneževina
Natančen datum in okoliščine, v katerih je Tmutarakan zasedla Kijevska Rusija, niso znani. V Ipatijevskem letopisu je Tmutarakan omenjen kot eno od mest, ki jih je Vladimir Veliki dal svojim sinovom. To pomeni, da je mesto pripadalo Kijevski Rusiji že pred letom 1015, ko je Vladimir umrl.
Rusko ime mesta – Tmutarakan – izhaja iz turške besede tamantarkan, ki je prvotno verjetno pomenila vojaški čin.
V letih 988 do 1036 je bil tmutarakanski knez Vladimirjev sin Mstislav Vladimirovič. Med njegovim vladanjem je bila zgrajena prva kamnita cerkev, posvečena Materi božji. Ruševine cerkve so še vidne. 
Leta 1066 so tmutarakanskega kneza Rostislava Vladimiroviča zastrupili Bizantinci. Po njegovi smrti je mesto pripadlo černigovsekmu knezu Svjatoslavu Jaroslaviču, zatem pa velikemu kijevskemu knezu Vsevolodu Jaroslaviču. Leta 1079 je Svjatoslav Jaroslavič imenoval guvernerja - posadnika, katerega sta dve leti kasneje aretirala David Igorjevič in zvenogorodski knez Volodar Rostislavič in zasedla mesto.
Leta 1083 je iz Bizantinskega cesarstva v Tmutarakan prišel Oleg Svjatoslavič. Oleg je odstavil Davida Igorjeviča in Volodarja Rostislaviča, se proglasil za "arhonta Hazarije" in mesto izbral za svojo prestolnico.
V 12. stoletju je bilo mesto zaradi kumanske zasedbe okoliškega ozemlja izolirano od matične Rusije in je začelo propadati. V pisnih dokumentih je bilo zadnjikrat omenjeno leta 1378.

## Propad
Ozemlje okrog Tmutarakana je po četrti križarski vojni pripadalo genovskemu protektoratu Gazarija s sedežem v Kaffi, sedanji Feodoziji. Ozemlje je upravljala družina Ghisolfi. Leta 1482 je ozemlje pripadlo Krimskemu kanatu, od leta 1791 pa Ruskemu cesarstvu. 
Mesto, na katerem je stal Tmutarakan, je leta 1792 odkril nek kmet, ki je našel kamen z napisom, da je "knez Gleb leta 1068 izmeril morje od tu do Kerča". Izkopavanja najdišča so se opravila v 19. in 20. stoletju. Arheološko zanimive plasti so bile ponekod debele več kot dvanajst metrov.
V večjem delu 17. in 18. stoletja so okoliškemu ozemlju vladali kozaki. Njihovo središče je bilo v mestu Taman v bližini nekdanjega Tmutarakana.